# Harpactea sadistica
Harpactea sadistica — вид павуків родини Dysderidae. Описаний у 2008 році чеським арахнологом Міланом Ржезачем.

## Поширення
Ендемік Ізраїлю.

## Опис
Дрібний павук, головогруди завдовжки 1,1-1,7 мм. Гладкий панцир блідо-жовто-коричневого кольору. Ноги блідо-жовті, причому перші дві пари темніші двох інших. Циліндрична білувата опістосома у голотипу довжиною 2,3 мм. Кінчик ембола самця схожий на кінчик медичної голки, а вульва самиця атрофована.

## Спосіб життя
Вид зустрічається в лісистих місцевостях, де переважають Quercus calliprinos та соснові насадження, а також у степових місцях існування, де переважає Asphodelus. Яйця відкладає з березня по квітень.
Harpactea sadistica — перший вид павуків, у якого виявлено травматичне запліднення. У самців на педіпальпах є спеціалізовані статеві структури, які пристосовані для захоплення самиці та введення сперми за допомогою структури, що нагадує підшкірну голку. Захопивши самицю, самець проколює її з обох боків і вводить сперму безпосередньо в яєчники, в результаті чого на тілі самиці з’'вляється близько восьми отворів. В інших павуків самиці мають спеціальний орган сперматеку, де деякий час зберігається сперма, і яйця запліднюються лише після відкладання. В цього виду сперматека відсутня і запліднення відбувається в момент спаровування, а ембріони починають розвиватися перед відкладенням.